# Crni Vrh (szczyt)
Crni Vrh – szczyt w paśmie Grmeč w Górach Dynarskich. Leży w Bośni i Hercegowinie, niedaleko granicy z Chorwacją. Jest najwyższy to szczyt pasma Grmeč.